# Žďár nad Metují
Žďár nad Metují (deutsch Brand an der Mettau) ist eine Gemeinde mit 559 Einwohnern in Tschechien. Sie liegt am Fuße des Berges Ostaš (700 m) in 441 m ü. M. einen Kilometer westlich der Stadt Police nad Metují und gehört dem Okres Náchod an.

## Geographie

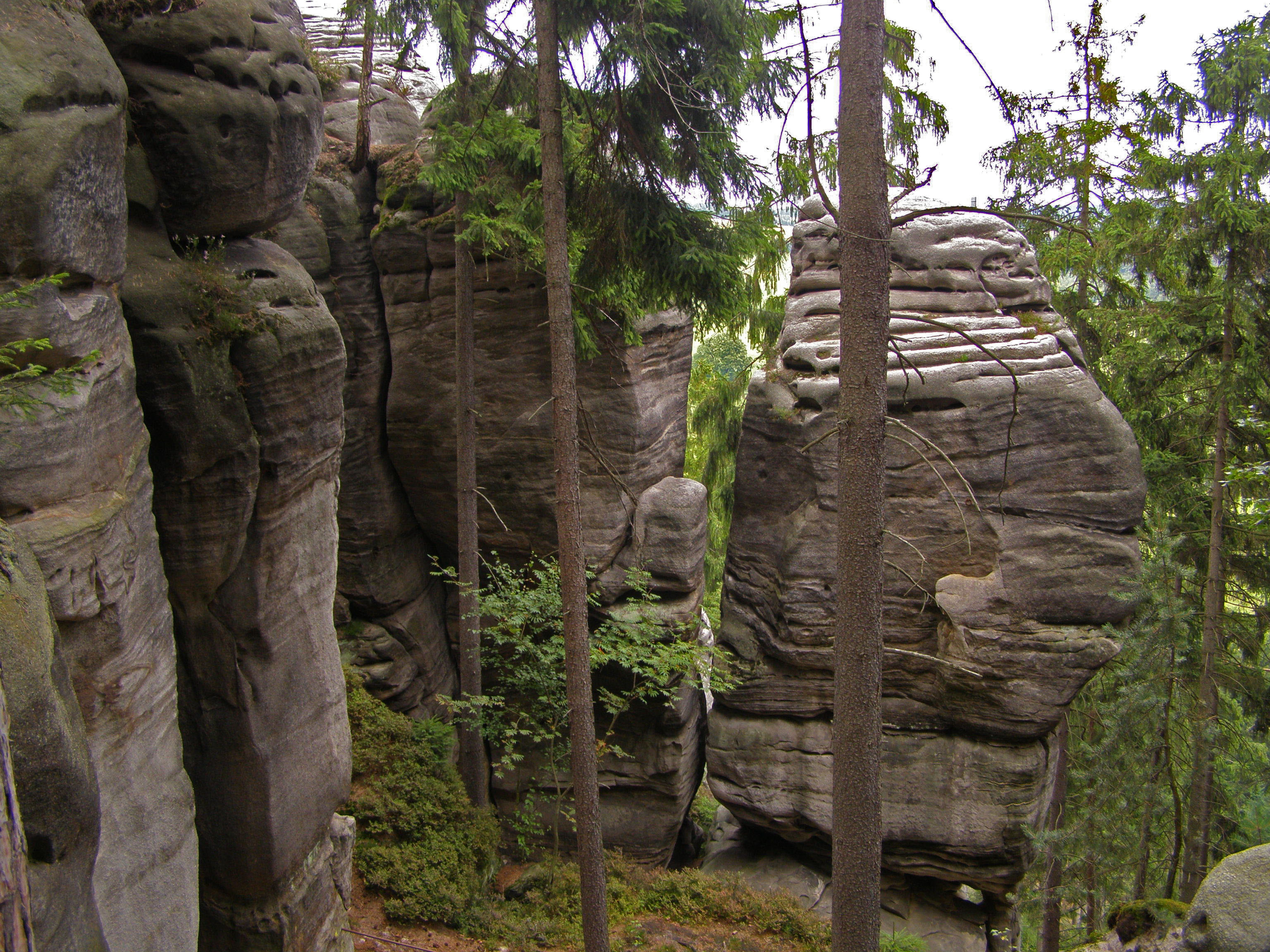
Die Felsen von Kočičí skály

Der Ort am Bach Dunajka befindet sich auf einer von der Metuje (Mettau) von West nach Süd umflossenen Hochfläche. Im Norden erhebt sich der Ostaš. Südlich an der Mündung der Dunajka in die Mettau soll früher die Burg Vlčinec gestanden haben, von der nur noch wenige Mauerreste erhalten sind.
Nachbarorte sind im Westen Česká Metuje, im Südwesten Maršov nad Metují, im Osten Police nad Metují und im Nordosten Bukovice. Südwestlich führt die Eisenbahn von Náchod nach Meziměstí vorbei, an der Žďár einen Bahnhof besitzt. An der Dunajka liegt oberhalb des Ortes ein Saisoncampingplatz.

## Geschichte
Die Geschichte des Ortes ist eng mit der von Police nad Metují, der Besiedlung der Gegend durch die Benediktiner und dem Kloster Braunau verbunden. Abt Bavor legte 1294 die noch heute bestehenden Flurgrenzen des Ortes fest. Von der Mündung des Baches in die Mettau wurde mit dem Bau eines Stolln in Richtung Police begonnen. In der ersten Hälfte des 15. Jahrhunderts soll dort an dem steilen Abgrund die Burg Vlčinec errichtet worden sein. Während der Hussitenkriege suchten in den Felsen des Ostaš Katholiken Zuflucht. 1484 entstand auf dem Berg die hölzerne Kreuzkapelle.
Während des Dreißigjährigen Krieges wurde der Ort 1621 abwechselnd von den Kaiserlichen und den Protestanten heimgesucht, später fielen noch die Schweden ein, vor denen die Bewohner wieder auf dem Ostaš Schutz suchten. Während der Bauernaufstände von 1680 zogen Kürassierregimenter unter Otto de Grana am 7. April 1680 in Žďár ein und hielten dort ihr Nachtquartier. Zwischen 1711 und 1720 erfolgte auf Veranlassung des Braunauer Abts Othmar Daniel Zinke anstelle der verfallenen Kapelle der Bau einer romanischen Kirche auf dem Ostaš. Diese wurde jedoch 1788 zusammen mit der Pfarrkirche auf dem Politzer Friedhof auf Order Kaiser Josephs II. abgerissen und die Steine zum Hausbau verwendet.
1875 erfolgte die Einweihung der Eisenbahn von Chotzen nach Braunau, doch erst seit 1922 hielt die Bahn in Brand. Der neue Bahnhof mit Wartehalle trug in den ersten Jahren noch die Bezeichnung „Marschau“ (Maršov).